# Joan Franka

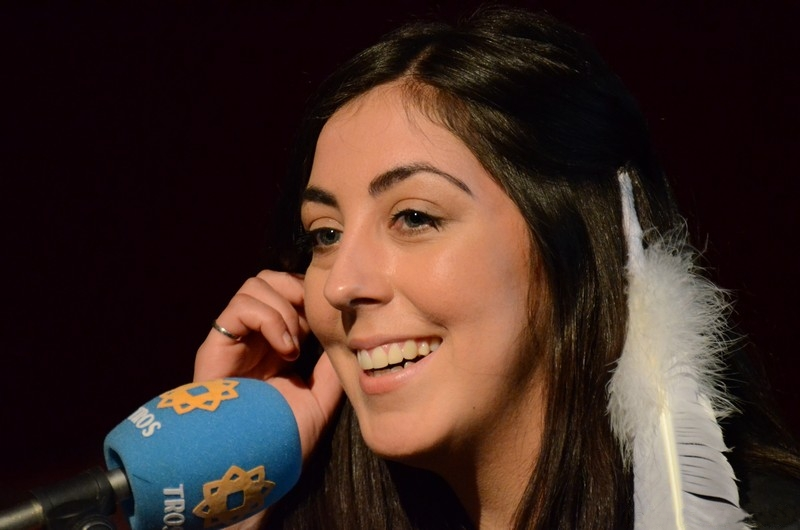
Joan Franka, 2012

Joan Franka (eigentlich: Ayten Kalan; * 2. April 1990 in Rotterdam) ist eine niederländische Sängerin. Die Tochter eines türkischen Vaters und einer niederländischen Mutter wurde bekannt durch die Teilnahme an der Castingshow The Voice of Holland, der niederländischen Ausgabe von The Voice. Sie war Sängerin und Komponistin des niederländischen Beitrags für den Eurovision Song Contest 2012 You and me. Ihr türkischer Vater Ali Kalan starb, als Joan zwei Jahre alt war. Weil sie auch nur wenig Kontakt zu ihren Verwandten in der Türkei hat, spricht sie nur sehr wenig Türkisch. Außerdem spricht sie fließend Deutsch, Italienisch, und Kroatisch.
Als musikalische Vorbilder gibt Joan stets Musiker der 1960er Jahre an. Insbesondere John Lennon und Yoko Ono haben auf sie einen tiefen Eindruck gemacht.

## The Voice of Holland (TVOH)
2010 wurde Joan auf der Videowebsite YouTube entdeckt und zur ersten Ausgabe der Castingshow The Voice Of Holland eingeladen. Sie bestand dort die sogenannte Blind Auditions und blieb der Show bis zur dritten Liveshow erhalten.
Während TVOH sang Joan u. a. die Titel How You Remind Me (Nickelback), Walking in Memphis (Marc Cohn) und Foolish Games (Jewel Kilcher). Obwohl die Titel nach den Shows als Download erhältlich waren, schaffte es Joan nicht, sich in den niederländischen Single Top 100 auf die vorderen Plätze zu singen.

## Eurovision Song Contest 2012
Dennoch schaffte es Joan, eine der sechs Teilnehmer des niederländischen Vorentscheides für den Eurovision Song Contest 2012 zu werden. Dort musste sie sich zunächst in einem Duell gegen die favorisierte Teilnehmerin Raffaëla behaupten, die selbst schon außerhalb der Niederlande Achtungserfolge erzielt hatte. Joan trat mit einem Indianerkostüm inkl. indianischem Federschmuck, ihrer Gitarre und vier Tänzerinnen auf und setzte sich gegen ihre Konkurrentin durch. Während sich später alle Beteiligten der Show positiv über den Song You and me äußerten, stieß allerdings ihr Outfit auf große Ablehnung – nicht nur in den Niederlanden, sondern auch im Rest von Europa. Joan erklärte, dass sie mit dem Outfit nicht den US-amerikanischen Ureinwohnern zu nahe treten wollte. Ihr Outfit erklärt sich durch ihr Lied, in dem sie von ihrer ersten Jugendliebe sang, mit der sie ständig „Indianer“ gespielt hatte.
Im Superfinale traf sie dann auf die jeweiligen Gewinner der anderen beiden Duelle, Pearl Jozefzoon und Ivan Peroti. Nachdem Joan, Pearl und Ivan nochmals ihre Lieder gesungen hatten, stimmte zuerst die Fachjury über die Lieder ab. Hierbei fiel Joan zunächst deutlich zurück. Beim anschließenden Televoting jedoch vereinte sie so viele Fernsehzuschauer hinter sich, dass sie mit großem Abstand als niederländische ESC-Teilnehmerin ausgewählt wurde. Sie trat am 24. Mai 2012 im zweiten ESC-Halbfinale in Baku auf, konnte sich aber nicht für das zwei Tage später stattfindende Finale qualifizieren.
Der Song You and me stieg in der Woche nach dem Songfestival auf Platz 1 der niederländischen Top 100 ein. Zwar wurde angenommen, dass Joan Franka einen Plattenvertrag bei 8ball Music von John de Mol erhalten habe, allerdings führt das Label die Künstlerin nicht unter den Künstlern auf, die es unter Vertrag hat.
Nach dem Eurovision Song Contest wurde es ruhiger um Franka. Erst 2019 veröffentlichte sie mit The End eine neue Single.